# Chiesa di San Policarpo
La chiesa di San Policarpo si trova a Roma, nel quartiere Appio Claudio, in Piazza Aruleno Celio Sabino. È intitolata a san Policarpo, vescovo di Smirne.

## Storia
La sede parrocchiale venne eretta il 3 settembre 1960 con il decreto del Cardinale Vicario Clemente Micara Paterna sollecitudine e la chiesa fu costruita tra il 1964 ed il 1967, su progetto di Giuseppe Nicolosi.
Venne inaugurata il 15 luglio 1967 dal cardinale vicario Luigi Traglia; significativo fu il contributo di don Sisto Gualtieri (1924-1998), suo primo parroco per quasi un trentennio. All'epoca dell'edificazione della chiesa la zona, situata al margine della città, presentava un tessuto sociale problematico in particolar modo nelle aree occupate da baraccati.
Giovanni Paolo II vi si recò in visita pastorale nel 1982 e nel 1990; dal 14 febbraio 2015 insiste su di essa l'omonimo titolo cardinalizio.

## Descrizione

### Situazione urbanistica
Ai tempi della costruzione di San Policarpo, il quartiere aveva un carattere periferico e risultava ancora in fase di sviluppo.  La chiesa è una delle costruzioni più appariscenti dei dintorni e, situata al limite della zona edificata, risulta per metà circondata dalla campagna; quindi, da Sud-Ovest è riconoscibile da lontano. Dialoga con la vicina area archeologica chiamata oggi Parco degli Acquedotti: l'uso dei mattoni per l'esterno della chiesa è ispirato all'opus vittatum e presenta un plausibile riferimento alle architetture dei vicini acquedotti, anch'essi costruiti con materiali paragonabili.
La situazione urbanistica è caratterizzata dalla poco lontana cupola della chiesa parrocchiale di San Giovanni Bosco, posta dall'altra parte della via Tuscolana (l'asse principale del settore urbano). Costruita qualche anno più tardi, San Policarpo si contrappone alla basilica di Don Bosco per i materiali utilizzati, completamente diversi, e per l'uso di strutture geometriche triangolari, esagonali e romboidali, che si oppongono a quelle cilindriche, circolari e quadrate di Don Bosco. 
Nel paesaggio serale, l'effetto trasmesso dalla presenza da San Policarpo è di sembrare una sorta di lanterna nel quartiere. La costruzione si presta a questa lettura per la posizione libera e per la presenza di lastre vitree, come ad esempio quelle longitudinali poste verticalmente nella parte alta della chiesa; la sera, queste emanano la luce bianca dall'interno.

### Esterno
Dall'esterno si presenta con le sue pareti autoportanti a cortina di mattoni.
La massa dell’edificio è prolungata longitudinalmente dalla parte opposta all'entrata, che a sua volta è costituita da un piccolo pronao. È sormontata da una sorta di tiburio a pianta stellata, posizionato sulla chiesa al posto di una cupola: questo volume caratterizzato da sporgenze e rientranze "a pandoro" rende riconoscibile l'edificio come costruzione sacra, pur non essendo classificabile né come tiburio né come cupola.

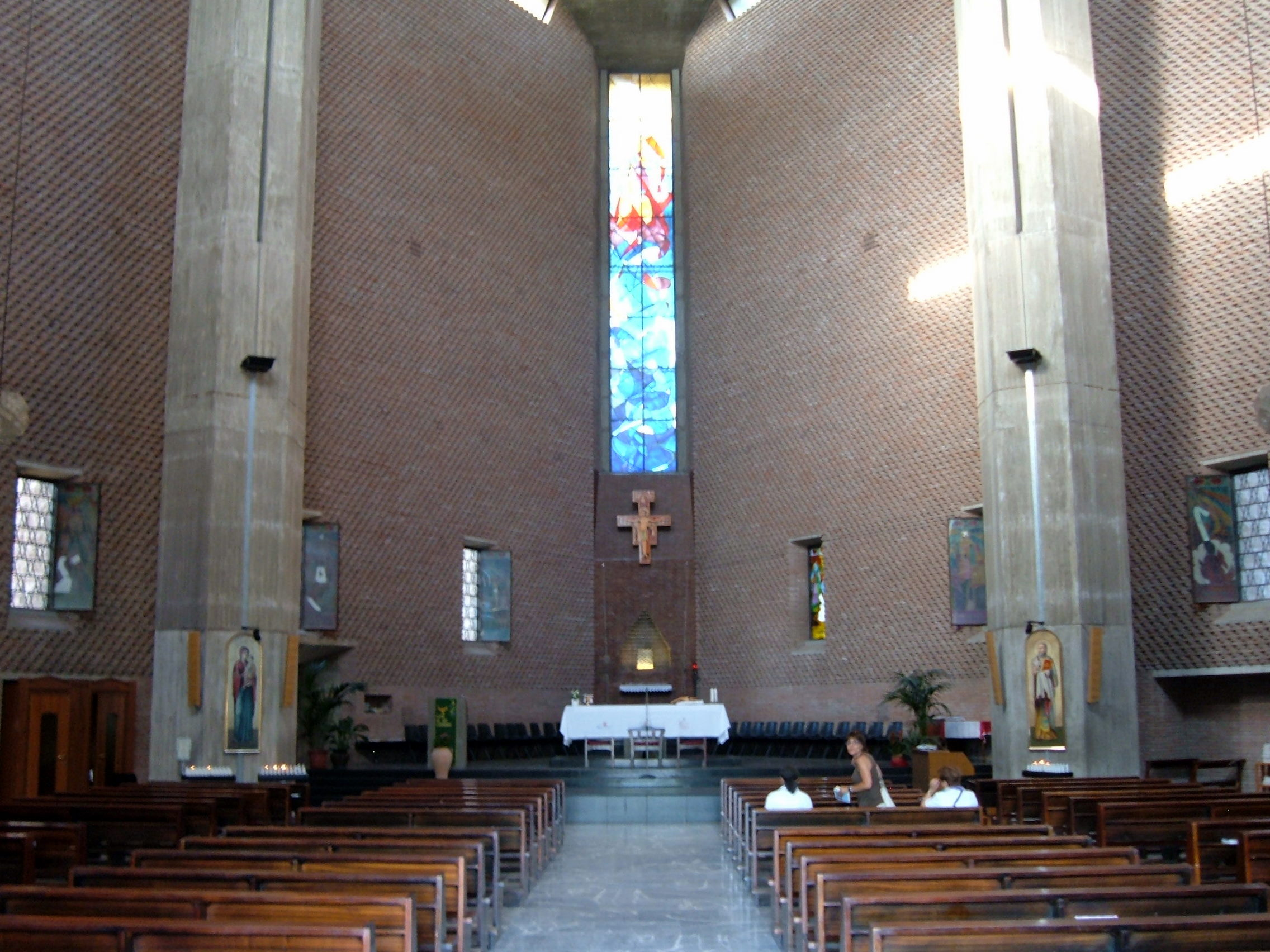
Il coro.

Il tetto di questa struttura è costituito da sei rombi disposti a stella, che convergono, nel punto più alto della chiesa, in una lanterna a forma di guglia.

### Interno
San Policarpo è a pianta essenzialmente esagonale e presenta all'interno un'imponente struttura portante: vicinissimi alle pareti, sei pilastri in cemento armato a sezione esagonale hanno il compito di sorreggere la struttura superiore dell’edificio. Sono collegati, nella parte superiore, da altrettante travi di sostegno che si intersecano tra di loro formando una monumentale stella di David: è su quella che si basano direttamente le strutture più alte dell'edificio; il tetto principale, che si appoggia sui sei pilastri interni, è formato da sei superfici romboidali che convergono nel punto più alto della chiesa, coronato dalla piccola lanterna. Questo impianto è presumibilmente ispirato a quello torinese della chiesa di San Lorenzo, ma ottenuto riducendo i lati da otto a sei come accadeva nel caso della cupola di sant'Ivo alla Sapienza.
Lo spazio interno è caratterizzato, come l'esterno, dalle pareti in mattoni, che stavolta sono in genere accuratamente incastrati a incrocio; la loro disposizione costituisce il principale elemento decorativo dell'estesa superficie murale, che per il resto è parsimoniosamente decorata.
Uno dei lati dell'esagono della pianta, quello opposto all'entrata, è proiettato verso l'esterno per prolungare lo spazio creando una nicchia, usata come coro e conclusa da una vetrata policroma verticale; al di sotto di questa si distingue un crocefisso medievale di scuola umbra. Per la pianta della chiesa, il coro comporta indubbiamente la rottura di diversi assi di simmetria, ma per il resto, il tutto resta essenzialmente un edificio a pianta centrale, le cui diverse fonti di luce sono peraltro distribuite in maniera abbastanza uniforme tra i livelli superiori e inferiori dell'edificio. La chiesa è illuminata, tra l'altro, da alcune vetrate policrome con raffigurazione di episodi evangelici. 

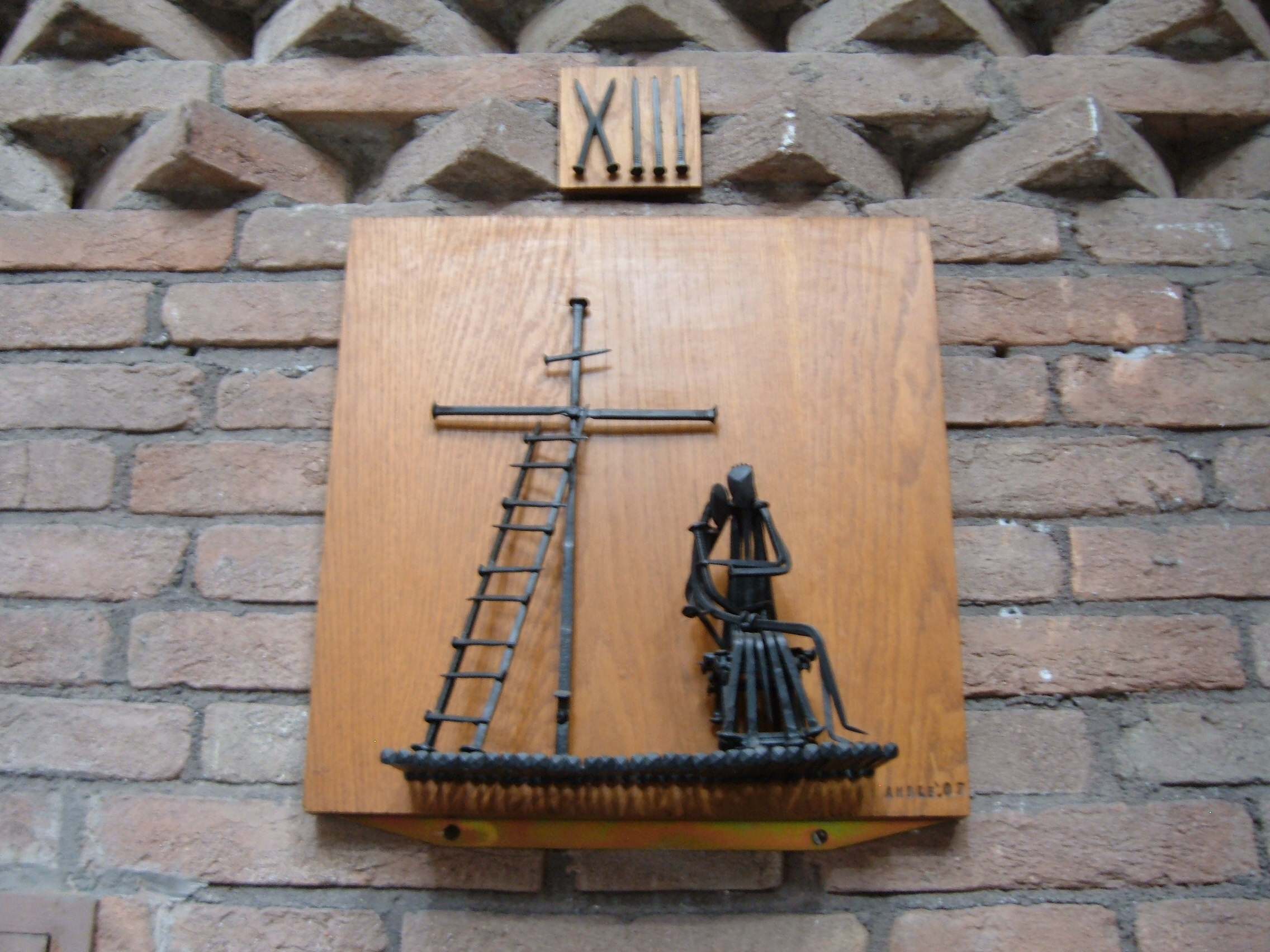
Un pannello della Via Crucis raffigurante la tredicesima stazione: Gesù deposto dalla croce; sopra, incastro dei mattoni tipico delle pareti interne.

Originale è la Via Crucis realizzata utilizzando chiodi diversi per lunghezza e tipologia, e lavorati per ottenere paesaggi e personaggi, rafforzando il riferimento biblico alla passione di Gesù.
Per Roma, si tratta di uno dei pochi noti esempi di architettura sacra degli anni sessanta: pur essendo una costruzione moderna, essa realizza una riuscita sintesi di elementi stilistici, citando e trasformando varie forme tradizionali di architettura religiosa (basilica, cupola, vetrate slanciate verso l'alto).